# Kent-Sud
Circonscription électorale provinciale du Canada
Kent-Sud ((en) Kent South) est une ancienne circonscription électorale provinciale du Nouveau-Brunswick, au Canada. Elle est représentée à l'Assemblée législative entre 1974 et 2024.

## Géographie
La circonscription comprend:
- La ville de Bouctouche,
- Les villages de Saint-Antoine
- Les communautés de Cocagne, Notre-Dame, Sainte-Marie-de-Kent, Saint-Norbert, Balla Philip, West Branch, South Branch, Beersville, Harcourt, Hébert, Coal Branch, Saint-Paul et Clairville

## Liste des députés
| Législature | Années    | Député | Député            | Parti                     |
| --- | --------- | ------ | ----------------- | ------------------------- |
| Kent-Sud Circonscription issue de Kent (1827-1974)                                                                                 |           |        |                   |                           |
| 48e | 1974-1978 |        | Omer Léger        | Progressiste-conservateur |
| 49e | 1978-1982 |        | Bertin Leblanc    | Libéral                   |
| 50e | 1982-1987 |        | Omer Léger (2)    | Progressiste-conservateur |
| 51e | 1987-1991 |        | Camille Thériault | Libéral                   |
| 52e | 1991-1995 |        | Camille Thériault | Libéral                   |
| 53e | 1995-1999 |        | Camille Thériault | Libéral                   |
| 54e | 1999-2001 |        | Camille Thériault | Libéral                   |
| 54e | 2001-2003 |        | Claude Williams   | Progressiste-conservateur |
| 55e | 2003-2006 |        | Claude Williams   | Progressiste-conservateur |
| 56e | 2006-2010 |        | Claude Williams   | Progressiste-conservateur |
| 57e | 2010-2014 |        | Claude Williams   | Progressiste-conservateur |
| 58e | 2014-2018 |        | Benoît Bourque    | Libéral                   |
| 59e | 2018-2020 |        | Benoît Bourque    | Libéral                   |
| 60e | 2020-2024 |        | Benoît Bourque    | Libéral                   |
| dissoute dans Beausoleil-Grand-Bouctouche-Kent, Champdoré-Irishtown, Fredericton-Grand Lac et Arcadia-Butternut-Valley-Maple Hills |           |        |                   |                           |